# نور مهنا
نور مهنا (1966-)، مطرب ومغني سوري.

## عن حياته
ولد الفنان نور مهنا في محافظة حلب من عام (1966-) ، اشتهر بأداء القدود الحلبية والأغاني الطربية، هو فنان يعرف ان الابداع يرتكز على حتمية الإلمام بالماضي لهذا كان أول من اعاد تقديم أغنية وحشتني للفنانة سعاد محمد ومن ثم تجاوزها نحو الجديد وقدم أغنية «ولا مرة كنا سوى» من الحان ملحم بركات من ثم «انا عيني ليك»، «لعل وعسى» وغيرها من الأغاني الخاصة التي يبرز فيها طابعه الخاص بالإضافة إلى النكهة الطربية.

## من أغانيه
- شاهدة الليالي
- سيد الناس
- سلملي عالحبايب
- زمن الهوى
- بياع كلام
- الناس الأصيلة
- يا زمن
- اتدلل عليك
- بكلمك
- حالك غريب
- رق الزمان
- ظلم البشر
- قولوا لها
- مغرم بهواك
- مر الزمان
- نور حياتي
- وحشتيني
- وعدني يا ليل
- يا جمال رمشك
- يا مسهر العشاق